# Нагорное (Костанайская область)
Нагорное (каз. Нагорный) — село в Тарановском районе Костанайской области Казахстана. Входит в состав Калининского сельского округа. Код КАТО — 396445300.

## Население
В 1999 году население села составляло 540 человек (266 мужчин и 274 женщины). По данным переписи 2009 года, в селе проживали 434 человека (214 мужчин и 220 женщин).
По данным на 1 июля 2013 года население села составляло 536 человек.